# Kukishin-ryū
Le Kukishin Ryū (九鬼神流) ou Kukishinden Ryū, c'est-à-dire « école des neuf esprits divins » (parfois aussi traduit « école des neuf dieux démoniaques » par de nombreux groupes modernes de différentes lignées), est un koryū dont la fondation par Kuki Yakushimaru Ryūshin (Yakushimaru Kurando) remonterait au XIVe siècle,. Cette école est un sōgō bujutsu, ce qui signifie que plusieurs disciplines comme le taijutsu, le bōjutsu, le naginatajutsu, le Kempō, le hanbōjutsu, le sōjutsu et le heiho y sont enseignées. L'école et son fondateur sont répertoriés dans le Bugei Ryuha Daijiten ou « Encyclopédie des écoles d'arts martiaux », une compilation des écoles martiales japonaises de lignées modernes (gendai) ou anciennes (koryū).

## La légende du Kukishin Ryū
Ryushin Yakushimaru, fondateur du Kukishin Ryū, est né le 1er janvier 1318 au Dōyu Shirōhōgan du Kumano Hongū taicha dans l'actuelle préfecture de Wakayama, dans l'un des clans les plus influents de Kumano, descendant du clan Fujiwara qui servait comme 
bettō, ou « superviseurs du sanctuaire ». La famille finit par participer à la guerre entre Taira et Minamoto et commanda la marine de Kumano. La mère de Ryushin Yakushimaru était Chigusa-hime, dont le frère était Suketomo Dainagon Hino, un membre de la cour impériale du sud. En raison de sa difficulté à concevoir, elle finit un pèlerinage au temple Enryakuji au Mont Hiei près de l'ancienne capitale de Nara, où elle pria le Bouddha Yakushi (Bhaisajyaguru-Vaiduryaprabha) pour obtenir de l'aide. Peu de temps après, elle tomba enceinte et donna naissance à un garçon, qu'elle appela Yakushimaru d'après la déité.
Ryûshin Yakushimaru apprit les arts martiaux et les sciences militaires (Shinden Fujiwara Musō ryū) pratiqués au sein de sa famille avec son grand-père Dōjitsu et Shingu-Bettō Ariie. Après avoir appris les shugendō (ascétisme montagnard) de son père Dōyu, Ryushin Yakushimaru partit pour Kyoto où il apprit le bouddhisme ésotérique du moine Jōkai au temple Sanmakuin. Il s'entraîna aussi aux arts martiaux au mont Kurama et était considéré comme maître de Kuji-hihō et d'Onmyo-do.
En 1335, lorsque Ryushin Yakushimaru en eut l'âge, il rejoignit la Cour du Nord dirigée par Takauji Ashikaga dans une guerre contre la Cour du Sud. En juin 1336, Ryushin Yakushimaru et son avant-garde conduisirent une attaque conte le fort du Mont Hiei de la Cour du Sud. Le fort capitula, et l'empereur de la Cour du Sud, Godaigo, et ses fidèles vassaux furent capturés et emprisonnés dans le vieux palais de l'ancien empereur Kazanin. Le traitement appliqué aux prisonniers par Takauji Ashikaga était si révoltant que Ryushin Yakushimaru déclara : « il est possible de soustraire l'empereur au traitement inique qu'il subit. Je vais planifier son secours ». Avec d'autres conspirateurs comme Ooe Gyōbu Daiyu Kageshige, Bessho Saburō Takanori (Kojima Takanori), Hiyoshi Iga Nyudō et Kisshuin Sōshin Hōgen, Ryushin Yakushimaru fit irruption dans le palais de Kazanin et parvint à fuir vers Yoshino avec l'empereur Godaigo.
Tadayoshi Kuragari-Tōge, frère cadet de Takauji Ashikaga, fut avisé de l'évasion et envoya une armée d'environ dix mille hommes à sa poursuite. L'armée rattrapa Ryushin Yakushimaru et les conspirateurs à Kuragari-Tōge, une passe montagneuse située aux frontières des régions d'Osaka et de Nara. C'est à cet endroit que les fuyards affrontèrent leurs poursuivants, chacun d'entre eux choisissant son arme de prédilection. Ooe Gyōbu Daiyu Kageshige prit un sabre, Kojima Takanori un arc et des flèches, et Ryushin Yakushimaru un naginata. L'adversaire les écrasant numériquement, ce fut une bataille de stratégie et de fuite ; et finalement, la hampe du Naginata de Ryushin Yakushimaru fut brisée, de sorte qu'il ne se retrouva plus qu'avec un bâton entre les mains. Ce dernier utilisa alors le reste de son arme pour assommer les ennemis à sa portée et les faire reculer en faisant tournoyer le bâton en l'air, en continuant dans le même temps à faire les gestes du kuji-kiri. Il est dit que les techniques de bojutsu du Kukishin Ryū furent basées sur les techniques utilisées par Ryushin Yakushimaru à ce moment. 
Les renforts en provenance de Yoshino arrivèrent enfin et ils purent mettre l'empereur Godaigo en sécurité dans une petite hutte ressemblant à un temple, sise sur le Mont Kinpunsen, haut lieu du Shugendô. Ryushin Yakushimaru parvint également à récupérer les « Sanshu no Jingi  », les 3 trésors de la Dynastie Impériale héritée de Amaterasu et prouvant la légitimité des Empereurs du Japon, et qu'il avait remisés dans une maison de scribes à Yokawa sur le Mont Hiei, là encore un très haut lieu du Bouddhisme Japonais. L'empereur Godaigo loua le dévouement de Ryushin Yakushimaru et le questionna sur ses techniques secrètes. Ryushin Yakushimaru répondit : « c'est une technique secrète transmise au sein de ma famille. C'est l'art secret du Kuji ». L'empereur fit alors l'annonce suivante : « Dieu connaît ta loyauté. Tu dois changer ton nom de Fujiwara en Kuki ». Le Ku de Kuki est le ku signifiant neuf en japonais. Ki peut être prononcé kami si le caractère est prononcé selon la mode japonaise, signifiant Oni-gami (esprit sacré) ce qui est opposé à Oni (esprits mauvais). Le nom kuki est donc en réalité ku-kami. Cependant, il est prononcé de manière coutumière kuki depuis la période Edo.
Après la guerre, la mère de Ryushin Yakushimaru, Chigusa Hino, dont la famille appartenait à la Cour  du Sud, déplorait le fait que son fils ait pris le parti de la Cour du Nord. Elle voyagea jusqu'à Musashi (l'actuelle cité de Hino dans Tokyo) où la famille Hino vivait toujours et mourut de désespoir. Après le décès de sa mère, Ryushin Yakushimaru créa le Kukishin-ryu Bojutsu en son honneur, qu'il nomma Juji-Roppou-Kujidome et se dédia à la protection de l'Empereur Godaigo.
Les archives de la famille Kuki sont conservées sous forme de parchemins et transcriptions rarement dévoilées, mais qui ont été vus et étudiés par des chercheurs,. Ces documents en vinrent à être connus du public lorsque Miura Ichiro publia Une étude des archives Kuki en 1941. Les parchemins contiennent des données supplémentaires concernant l'âge mythologique, complétant le Kojiki et le Nihon Shoki, les deux plus importants documents antiques du Japon. Des volumes sont consacrés au Koshintō, aux arts martiaux et au Kumano Honzan Shugendo. Jusqu'au livre d'Ichiro Miura, la seule mention des parchemins se trouvait dans le volume 2 de Sontoku Okina Yawa qui indiquait que Takahiro Kuki, le 24e patriarche des Kuki, avait donné « dix volumes de livres concernant le shintoïsme » au chercheur Sontoku Ninomiya. Après la publication d'Ichiro Miura, Ago Kiyotaka, référence de l'étude de l'histoire ancienne du Japon, publia le Kuki-shinden-zensho, y détaillant certains contenus des parchemins, dont les origines et l'histoire du Kukishin Ryū.

## À propos du nom de l'école
- 九 Ku signifie neuf en japonais.
- 鬼 Ki est en fait un kanji incorrect pour le nom (voir plus haut). Il est supposé être un kanji plus ancien basé sur le chinois signifiant kami ou dieu, mais il est actuellement obsolète (à comparer à l'image). C'est en raison du fait qu'au fil des ans l'ancien caractère a été perdu en raison du besoin de simplification/unification des caractères chinois utilisés en écriture japonaise. Ainsi, le caractère similaire, original de (Oni ou démon) est utilisé à sa place. Ceci change malencontreusement le sens du nom pour les lecteurs modernes, qui l'interprètent comme étant « neuf démons » ; alors qu'en réalité le caractère était prononcé oni-gami (esprit sacré), contraire de Oni (esprits maléfiques). Le nom ku-ki est donc en réalité ku-kami, mais est prononcé de manière coutumière « kuki » depuis la période Edo[1].
- 神 Shin ou kami signifie dieu ou esprit.
- 流 Ryū se traduisant à l'origine par courant. Lorsqu'il est lié à la transmission martiale, se traduit par école[6],[7],[8].

## Techniques
Les enseignements du ryū sont détaillés dans les Kukishin Densho (parchemins).
Le Kukishin-ryū transmet ses traditions et sa connaissance dans six disciplines principales : le Taijutsu, le Bōjutsu, le Kempō, le Naginatajutsu, le Hanbōjutsu et Sōjutsu. Le Heiho (stratégie militaire) complétait cet entraînement. Aux côtés de ces disciplines majeures, les pratiquants pouvaient aussi apprendre les armes secrètes, les techniques cachées et l'Onakatomi shinto (Ko-shinto).

### Taijutsu (体術)
Cet art (jutsu) consiste en des clés, immobilisations, étranglements, frappes au pied et au poing, ainsi qu'en l'utilisation de petites armes comme les shuriken.
Les techniques de taijutsu de l'école furent modifiées par le 7e héritier de l'école, Kiyotaka Kuki, et organisée par son fils Sumitaka. Cette modification est due au fait que les techniques d'atekomi (frappes) étaient originaires de périodes durant lesquelles des armures étaient portées et étaient devenues obsolètes. Elles furent modifiées afin de s'adapter à la nouvelle edo jidai. Plus tard dans la période Edo, le 25e soke, Takatomo Kuki, mis au point les kihongata (formes de base) qui consistaient en huit techniques utilisées pour enseigner les bases des arts de l'école aux débutants. Cependant, cet ordonnancement ne fit quasiment rien pour atténuer la brutalité dans l'apprentissage et l'enseignement. Dans un effort pour les rendre moins dangereux, Takatomo Kuki modifia les techniques afin que les débutants puissent les pratiquer sans blessures. Takatomo Kuki servait au Nijō-jō de Kyoto, ou le 26 février 1864, il visita la cour impériale et démontra ses nouvelles méthodes devant l'empereur.

#### Kukishin Ryū et Takagi Yōshin Ryū Taijutsu
Il est à noter qu'il existe des versions différentes de la « rencontre » des deux écoles. On pourra se référer à l'article consacré au Takagi Yoshin Ryū pour en prendre connaissance.

Il existe une très forte relation en entre le taijutsu du Kukishin Ryū et le Takagi Yoshin Ryū. Selon Takamatsu Chōsui, l'histoire de l'introduction du Takagi Ryū Taijutsu (ou jujutsu, les termes étant souvent synonymes) dans le Kukishin Ryū (et du Kukishin Ryū bōjutsu dans le Takagi Ryū) s'est déroulée de la façon suivante : la mort prématurée de l'héritier du style, Sadataka Kuki, avait laissé le Kukishin Ryū sans continuateur. Le fils ainé de Kuki Yoshitaka, Kihei, devint alors le successeur. À l'époque de cet héritage, la santé de Kihei Kuki était très faible et il était alité. Sa santé s'améliorant par la suite, et devint capable de diriger l'école convenablement, devenant même un ascète des montagnes et traversant le Japon. Durant l'un de ses voyages, Kihei Kuki vint à rencontrer le fils de Gennoshin Takagi, Umanosuke, à Akou (aujourd'hui préfecture de Hyōgo). Durant leurs échanges, ils comparèrent l'excellence de leurs écoles respectives. Alors que Umanosuke Takagi excellait dans le Taijutsu, le Bōjutsu de Kihei Kuki lui était supérieur. Alors, en accord, ils modifièrent la forme de base de leurs deux écoles. Depuis cette époque le Taijutsu du Kukishin Ryū est celui du Takagi Ryū alors que le Bōjutsu, et les techniques de lance et de naginata restèrent celles du Kukishin Ryū.

### Bōjutsu (棒術)
Le bōjutsu du Kukishin Ryū est le mieux décrit comme une méthode permettant de défaire ou de piéger les porteurs d'autres armes. Il possède des techniques spéciales de frappes permettant au bō de faire une feinte rapide puis de se rediriger rapidement, une méthode spéciale de « tournoiement » (Bofurigata) faite pour déstabiliser les adversaires et les maintenir à distance, et des techniques de lancer permettant d'utiliser le bâton comme un projectile (nagebō). Certains aspects de ce bōjutsu proviennent des techniques d'autres armes de l'école, le naginata et la lance

#### Bōjutsu, sensudori et le kaiden-Gata
Il existe trois tailles de bō dans ce qui relève du bōjutsu du Kukishin Ryū : le rokushaku-bō (long), le han-bō (moyen) et le tan-bō (petit). Cependant, ce qui est appelé bōjutsu dans le Kukishin Ryū implique l'utilisation du Rokushaku-bō, bien que cela soit en réalité seulement le début de la pratique. Le han-bō est traditionnellement enseigné séparément des autres techniques, dans ce qui est connu sous le nom de Sensudori, l'échelon le plus élevé des enseignements de l'école (Kaiden-gata). De plus, le han-bō est inclus dans le tessenjutsu et enseigné comme partie du taijutsu pour les armes de corps à corps. Dans le sensudori, la stratégie de base du Kukishin Ryū de Gō, Ri, Hō, Chi, Shin est illustrée. Le débutant utilisera le bâton de 180 cm, puis de 90 cm, puis celui de 26 cm. Ce qui est l'application même de l'idéologie précitée.

### Kempō (剣法)
Ne doit pas être confondu avec Kenpō.
Ici, le kanji utilisé ici est pour épée, et kempō signifie « loi du sabre » et non « loi du poing ». L'art consiste à éviter, couper, bloquer et contrer avec un sabre. Il comprend également l'utilisation du bōshuriken.
L'un des mouvements caractéristiques du Kukishin Ryū Kempō est la coupe vers le haut. Le neuvième patriarche de la famille, Yoshitaka Kuki, participait à la guerre contre la Corée sous le commandement de Hideyoshi Toyotomi. Dans la bataille navale au large d'Ulusan, Yoshitaka Kuki sauta à bord du navire ennemi et sabra l'amiral depuis l'entrejambe vers le haut. Après ceci, la technique devint renommée.
Le kempō comprend aussi l'utilisation du Token-jutsu, ou méthode de lancer des sabres et épées (shurikenjutsu). Lorsque l'utilisation du bōshuriken est enseignée, elle est aussi considérée comme une méthode alternative d'utilisation d'une dague et d'une épée longue.

### Naginatajutsu (薙刀術)
Le Kukishin Ryū Naginata mesure 225 cm de longueur totale. Sa lame est à double tranchant, mesurant 21 cm de long, et attachée au bâton par des cordelettes. Il est utilisé pour couper, parer, frapper, piquer et dévier. La lame est aussi utilisée pour crocher et bloquer. Le naginata est une arme de première importance dans le Kukishin Ryū, le bōjutsu y trouvant ses origines. Il est considéré comme une arme caractéristique de l'école et est peut-être à la base de sa création.

### Hanbōjutsu (半棒術)
Le hanbō du Kukishin Ryū est utilisé pour parer, frapper, écraser et piquer. Il relève également du taijutsu. Le hanbō est très directement lié à la lance et au bâton, cependant leurs influences sont superficielles. Il est assez évident de dire que bien que la lance soit directement à son origine, ses techniques sont dérivées de celles de l'épée.
Ukon Kuriyama est considéré comme ayant créé et introduit les techniques de hanbō au sein du Kukishin Ryū durant la période Azuchi-Momoyama. La légende indique qu'il était renommé pour ses aptitudes à la lance courte. Alors qu'il combattait contre le général Katsuhisa Tangonokami Suzuki, la lance d'Ukon Kuriyama fut coupée en deux. Ukon Kuriyama continua à combattre avec cette moitié de lance et finit par battre Katsuhisa Tangonokami Suzuki. Il continua par la suite à combattre, surpassant les épées de ses ennemis et les battant. D'après cette légende, c'est à partir de là que le hanbō fut introduit au sein du Kukishin Ryū durant la période Edo.

### Sōjutsu (槍術)
La lance du Kukishin Ryū a une longueur totale de 270 cm. Le fer de lance, de 36 à 45 cm, est lié au manche par une corde, et possède trois lames ou « épées ». Elle est utilisée pour parer, couper, piquer, frapper et balayer les adversaires.
Les techniques de lance du Kukishin Ryū comprennent énormément de variations et nuances complexes et constitue sans doute l'arme la plus difficile à maîtriser du cursus. Elle intègre un nombre de cibles pouvant être atteintes à la fois à longue et courte distance et à chaque distance, une légère modification de l'utilisation de l'arme est nécessaire afin de la rendre efficace. Cela en fait une des armes les plus compliquées et complexes, dépendant entièrement de la distance et de la coordination du porteur pour être utilisée correctement.

## Le Kukishin Ryū aujourd'hui
De nos jours, des branches anciennes et modernes du ryū sont toujours actives. La famille Kuki maintient la lignée familiale, appelée « Kukishinden Tenshin Hyoho », dirigée par Eichoku Takatsuka sous la supervision du 28e soke, Ietaka Kuki.

Les écoles de ninjutsu intègrent également l'enseignement de l'école : le Bujinkan de Masaaki Hatsumi enseigne une branche appelée « Kuki Shinden-Ryū Happō Biken », et le Jinenkan d'Unsui Manaka et le Genbukan de Shoto Tanemura ont leurs propres branches. Il existe également une lignée au sein du Hontai Yōshin-ryū sous la supervision de Munenori Kyoichi Inoue.

Ces branches conservent leurs propres lignées, techniques et histoires, habituellement issues de la lignée principale de la famille.
Certaines sources indiqueraient que le fondateur de l'aïkido, Morihei Ueshiba, appris les techniques de l'école Kukishin Ryū qui influencèrent par la suite fortement son art.